# Жанно Ахуссу-Куадіо
Жанно Ахуссу-Куадіо (фр. Jeannot Ahoussou-Kouadio; нар. 6 березня 1951) — івуарійський політик, дев'ятий прем'єр-міністр Кот-д'Івуару.

## Кар'єра
Здобув освіту корпоративного юриста. Був багаторічним членом Демократичної партії Кот-д'Івуару, обіймав різні партійні посади. 1999 року став членом Економічної та соціальної ради, а наступного року був обраний до лав Національної асамблеї. На 11-му з'їзді партії, що відбувся 2002 року, Ахуссу-Куадіо обрали заступником її голови з правових питань.
За президентства Лорана Гбагбо обіймав посаду міністра промисловості та розвитку приватного сектора. Вийшов у відставку у грудні 2005 року. Під час президентських виборів 2010 спочатку очолював кампанію Анрі Конана-Бедьє, а коли той посів третє місце, став заступником голови штабу Алассана Уаттари. Після завершення голосування обидва учасники другого туру, Гбагбо й Уаттара, оголосили себе переможцями, після чого останній призначив Жанно Ахуссу-Куадіо на посаду міністра юстиції та прав людини.
13 березня 2012 року очолив уряд, зберігши при цьому портфель міністра юстиції. Однак на посаді прем'єр-міністра він перебував менше року — вже 21 листопада президент Уаттара призначив новим головою уряду міністра закордонних справ Данієля Каблана Дункана. Ахуссу-Куадіо 9 січня 2013 року знов отримав посаду державного міністра.
Від 2013 року Ахуссу-Куадіо очолював регіональну раду Бельє. В уряді, сформованому 12 січня 2016 року, отримав посаду міністра з питань політичного діалогу та відносин з інституціями. 10 квітня 2018 року став першим президентом Сенату Кот-д'Івуару.
Під час подорожі Європою, 3 липня 2020 року відчув погіршення стану здоров’я, а 12 липня в Німеччині тест підтвердив у нього захворювання на коронавірус.